# برس ريدر
بريس ريدر هي شركة كندية تقدم خدمة الاشتراك المدفوع لتصفح النسخ الرقمية لآلاف الصحف والمجلات من 60 دولة مختلفة، عبر أنظمة تشغيل المحمول والكومبيوتر إضافة لموقعها على الويب الذي اسمه السابق بريس ديسبلاي.
من بين الصحف التي تعرض صفحاتها في خدمتها صحف عالمية مثل النيويورك تايمز والواشنطن بوست ووول ستريت جورنال ولو فيغارو و ذا جلوب آند ميل.

## التأسيس
بدأت بريس ريدر العمل عام 1999 لتوفير نسخ مطبوعة لرواد الفنادق من صحفهم الأصلية التي يرغبون في متابعتها خلال السفر، وفي عام 2003 بدأت الشركة في تقديم خدماتها إلكترونياً.

## الخدمة والتكلفة
تكلفة خدمة الاشتراك في تصفح آلاف الصفح والمجلات في بريس ريدر 29.99 دولارا أمريكياً شهرياً. وتتعاون الشركة مع العديد من الفنادق وشركات الطيران والمقاهي وغيرها من الجهات التي تهتم بتوفير هذه الخدمة لعملائها.

## الانتشار
اعتبارًا من مايو 2019 أصبح لدى بريس ريدر مليون مشترك شهرياً.

## وصلات خارجية
موقع الشركة